# Лю Сюй
Лю Сюй (劉 昫) (888—947), або ж Яоюань (耀 遠), формально гун(公) — герцог Цяо (譙 公), був чиновником упродовж періоду п'яти династій і десяти царств. Пізніх Тан і Пізніх Цінь, виступаючи як канцлер під час обох цих нетривких династій. Він був провідним редактором «Старої книги Тан», однією з офіційних історій попередньої династії Тан, завершеної під час Пізньої Цзінь, хоча велика частина роботи, ймовірно, була завершена протягом терміну його попередника Чжао Ін.

## Перші роки життя
Лю Сюй народився в 887 році під час правління Імператора Сізунг з династії Тан. Його сім'я була з префектури Чжуо (涿州,сучасний Баодін, Хебей). Його дід Лю Чен (劉 乘) і батько Лю Інь (劉 因) служили офіцерами в префектурі Йоу Чжоу (幽州, в сучасний Пекін).
Кажуть, що в юності Лю Сюй був відомий своєю красивою зовнішністю та літературними здібностями, і як його старший брат Лю Сюань (наданий 劉 晅 в «Історії п'яти династій» і «劉 暄» в Новій історії П'ять династій і молодший брат Лю Хао (劉 皞) були відомі на теренах батьківщини. Колись під час епохи Тан (904—907 рр.) сили киданів захопили Жуо, а Лю Сюя взяли у полон і його було доставлено в префектуру Синь (新 州,зараз Чжанцзякоу, Хебей), однак він утік з киданського полону та пізніше оселився на горі Данінга (大 寧 山), проживаючи з Лю Менджі (呂夢奇) і Чжан Лін (張 麟), витрачаючи час на читання і написання віршів.

## Початок кар'єри
У якийсь момент Ван Чужі, тодішній губернатор префектури Іу (義 武, зі штаб-квартирою в сучасному Баодін) як свого військового губернатора (Jiedushi) зробив свого прийомного сина Ван Ду префектом префектури Йі (易 州, зараз Баодін). Ван Ду запросив Лю служити в його штабі його секретарем з військових питань. Пізніше, після того, як Ван Ду завершив свій термін як префект Йі — ймовірно, в той час, коли Ван Чужі замовив Ван Ду як заступника військового губернатора Іу, Лю попросив про відставку. Замість цього Ван Ду запросив його відправитися в столицю Йі — Чжуншань (中山) з Ван Ду. У той час старший брат Лю Сюй, Лю Сюань, також прибув з Чжуо, і Ван Ду рекомендував їх обох своєму батькові Ван Чужі. Лю Сюй працював у нього у ролі секретаря в питаннях, що стосувалися штаб-квартири.
Близько 921 року Ван Ду захопив владу свого батька Ван Чужі в результаті перевороту. Як один із близьких соратників Ван Ду, Хе Шаовей (和 少 微), мав у минулому конфлікти із Лю Сюанем, він робив фальшиві звинувачення проти Лю Сюань, тоді Ван Ду покарав Лю Сюань, вбивши його. Тоді Лю Сюй утік й оселився в префектурі Кан (滄州, в сучасному Цанчжоу, Хебей) на території Цзінь. Військовий губернатор округу Хенхай (橫 海, зі штаб-квартирою в префектурі Кан), Лі Куншен, запросив його як секретаря.

## Під час правління Лі Кунсю
Після лорда Лі Куншен і зведеного брата Лі Кунсю, принц Ці успадкував титул імператора (нового Пізнього Тана) в 923 році, він надав Лю Сюй титул Тайчан Боші (太常 博士), ученого в міністерстві (太常 寺, Taichang Si) і згодом імперського вченого (翰林 學士, Hanlin Xueshi). Він також був призначений Шаньбу Юаньвайланом (膳 部 員外郎), чиновником низького рівня в міністерстві обрядів (禮部, Лібу), а потім був призначений Бібу Ланчжун (比 部 郎中), наглядачем у міністерства юстиції (刑部, Xingbu). Пізніше він покинув урядову службу протягом деякого часу, коли померла його мати, у період жалоби. Після цього, він був призначений Кубу Ланчжун (庫 部 郎中), чиновником у міністерства оборони (兵部, Бінбу), а також відновив свою діяльність у ролі імператорського вченого.

### Під час правління Лі Сіюня
Лі Кунсю був убитий в результаті заколоту в 926 році, а його зведений брат Лі Сіюань став імператором. Після того як Лі Сіюань став імператором, Лю Сюй був призначений Чжуншу Шерен (中 書 舍人), чиновником середньої ланки в законодавчому бюро уряду (中書省, Zhongshu Sheng); Він пізніше також зайняв посади заступника міністра перепису (戶部侍郎, Хубуа Шіланг) і вченого в Дуаньмін-холі (端 明 殿). Кажуть, що Лі Сіюань поважав його за його витонченість і схвалював за його м'яку душу.
У 933 році Лю отримав титули Чжуншу Шилан (中 書 侍郎, заступник начальника законодавчого бюро) і Тонг Чжуншу Менкс Пінгжанші (同 中 書 門下 平章事), став канцлером; Міністр юстиції (刑部 尚書, Xingbu Shangshu).

### Після правління Лі Сіюань
Лі Сіюань помер в 933 році, і спочатку його наступником став його син Лі Конхе, Принц Пісні. Однак в 934 році начальники штабів Лі Конгхе (Шуміші) Чжу Хунчжана і Фен Юнь, не бажаючи, щоб його старший зведений брат Лі Конгхе, принц Лу і його шурин Ши Цзіньтань, мали занадто велику владу, перевели їх обох, внаслідок чого Лі Конгхе повстав в страху перед своїм військовим командуванням в окрузі Фенсян (鳳翔, зі штаб-квартирою в сучасному Баоцзі, Шеньсі), вважаючи, що вони націлилися на нього для усунення. Лі Конгхе швидко розгромив імперські сили, спрямовані проти нього, а потім попрямував в імперську столицю Лоян. Коли він підійшов до Лоян, Лі Конхе втік з Лояна в паніці, а Чжу покінчив життя самогубством, а Фен був убитий генералом імператорської гвардії Конджіном. Після цього попросив трьох канцлерів — Лю Сюй і його колег Фен Дао і Лі Юй — очолити цивільних чиновників у вітанні Лі Конгхе. Три канцлера, які були пов'язані один з одним і з самого початку були не впевнені в тому, що робити, але погодилися вітати Лі Конгхе, який згодом увійшов в Лоян і запанував на троні. (Потім він послав емісарів, щоб вбити Лі Конхе.)
Після того, як Лі Конгхе взяв трон, доручив Лю відповідати за три фінансових установи (податкові, казначейські, солі і монополії), після офіційного Ван Мей (王 玫), якого він спочатку доручив трьом агентствам, було виявлено, що вони завищують кількість казначейських резервів. [8] Йому також були надані додаткові титули міністра у справах державної служби (吏部 尚書, Лібу Шаншу) і Менкс Шіланга (門下 侍郎, заступника начальника екзаменаційного бюро (門下 省, Menxia Sheng)).Незабаром після цього Фен Дао, один з дітей, якого одружився з однією з дочок Лю, був відправлений зі столиці у ролі військового губернатора округу Куанго (匡 國 зі штаб-квартирою в сучасному Вайнань, Шеньсі), в результаті чого Лю і Лі Ю Як канцлери. Однак, через численні суперечки, що виникали між Лю Сєм та Лі Ю, Конгхе зробив Лу Веньцзе додатковим канцлером.
У той час, як Лю взяв на себе три фінансові установи від Ван, він мав свого секретаря Гао Яньшань (高 延 賞), який ретельно проглядав записи, щоб дізнатися, скільки грошей насправді у казначейства. Він виявив, що значна частина передбачуваних резервів скарбниці була фактично безнадійною заборгованою, яку адміністратори тримали в книгах, щоб використовувати як виправдання за жорсткий збір податків. Лю повідомив про це Лі Конгхе і запропонував два вирішення: уряд докладає всіх зусиль для збору колекційних боргів, але прощає безнадійні. Начальник штабу Лі Конгу Хан Чжаоін погодився з цим, і Лі Конгхе видав указ, що вибачає більшу частину боргів, які були накопичені до епохи Чансин Лі Сіюана (930—933). Бідні були дуже вдячні, але адміністратори трьох установ обурювалися. Незабаром після цього Лю і Лі Ю були звільнені і зі своїх посад- Лю став пуше (右僕射) і більше не відповідав за три установи, всі адміністратори все святкували, і ніхто з них не супроводжував Лю у подорожі назад в його особняк, як це було прийнято.

## Період Пізніх Цзінь

### Під час правління Ши Цзінтао
У 936 році Ши Цзіньтань повстав проти Лі Конгхе у Хедонзі (河東, зі штаб-квартирою в сучасному Тайюані, Шаньсі), і за підтримки Імператора імперії киданів Тайцзуна скинув Лі Конгхе, закінчивши епоху Пізніх Тан і почав свій власний епоху пізніх Цзінь.Однак упродовж деякого часу його царство не було умиротвореним, і в 937 році, коли генерал-майор Фан Йангуан повстав проти Ши в окрузі Тяньсіон (天雄, зі штаб-квартирою в сучасному Хандане, Хебей, чинний захисник Лояну, якого Ши Цзінтао залишив на чолі регіону. Після повстання Чжан було придушенеШи Цзінтао зробив Лі Сюя губернатором Лояну та мером Хенаню (Хенань, тобто, Лоянська область), і незабаром після цього утвердив його на посаді керівника монополії солі та заліза.

### Під час правління Ши Чунг
У 944 році, коли Ши Цзіндань помер і його племінник Ши Чунгу став правителем, в цей час Пізні Цзінь постійно воювали з Ляо через непокору Ши Чунг щодо Ляо — Лю Сюй знову став Менкс Шілангом і канцлером (сіконг) (司空). Він також був призначений відповідальним за редагування імперської історії та керівництво трьома фінансовими установами. У 945 році саме він і історик Чжан Чжаоюань (張昭 遠) представили недавно завершену Стару книгу Тан правителю Ши Чунгу і були нагороджені за цю роботу.

## Період падіння Пізніх Цзінь
У 946 році, після того, як Ши Чунг послав генералів Ду Вей і Лі Шужен, щоб напасти на Ляо, Імператор Ляо Тайцзун контратакував, оточуючи Дю і Лі, і змусив їх здатися йому. Потім він напав на південь в напрямку Кайфена, який залишився незахищеним. Ши здався, закінчивши цим епоху Пізніх Цзінь. Потім імператор Тайцзун на початку 947 року оголосив себе імператором Китаю. На якийсь час Лю і інші пізні канцлери Цзінь залишалися на своїх посадах, але Лю попросив піти у відставку на підставі недуги. Йому дозволили це зробити, і йому було присвоєно звання Тайбай. Коли в цьому році імператор Тайцзун вийшов з Кайфена, він взяв з собою багатьох високопоставлених чиновників пізніх Цзінь, але Лю було дозволено залишитися в Кайфен через його хвороби. Він помер влітку 947 року.